# David Stone (Produzent)
David Stone (* 14. August 1966) ist ein US-amerikanischer Theater- und Filmproduzent.

## Leben
Der aus New Jersey stammende David Stone studierte an der University of Pennsylvania.
Über ein Praktikum bei der New Yorker Theaterproduktionsfirma Jujamcyn kam Stone zum Theater. Längere Jahre arbeitete er mit den Broadway-Produzenten Fran und Barry Weisler, bevor ihm 1993 mit seiner ersten eigenen Produktion Family Secrets ein Überraschungserfolg gelang.
Seit dem Jahr 2003 produziert er gemeinsam mit Marc Platt für Universal Pictures das erfolgreiche Musical Wicked – Die Hexen von Oz. Bei einer Investition von 14 Mio. US-Dollar hatte Wicked Stand 2012 bereits über 250 Mio. US-Dollar Umsatz generiert.
Stone ist unter anderem Mitglied im Board of Governors of The Broadway League und im Board of Trustees of Broadway Cares/Equity Fights Aids. Er unterrichtete an der Juilliard School, der New York University, der Yale University, der Columbia University und der University of Pennsylvania.

## Theater- und Musicalproduktionen (Auswahl)
- 1993: Family Secrets (Off-Broadway)
- 1994: What’s Wrong With This Picture? (Broadway)
- 1996: Full Gallop (Off-Broadway)
- 1996: The Santaland Diaries (Off-Broadway)
- 1997–1998: The Diary of Anne Frank (Broadway)
- 1999: James Naughton: Street of Dreams (Off-Broadway)
- 1999: The Vagina Monologues (Off-Broadway)
- 1999: Fully Committed (Off-Broadway)
- 2000: Taller Than a Dwarf (Broadway)
- 2000: Lifegame (Off-Broadway)
- 2000–2001: The Search for Signs of Intelligent Life in the Universe (Broadway)
- 2002–2003: The Graduate (Broadway)
- 2002–2003: Man of La Mancha (Broadway)
- Seit 2003: Wicked – Die Hexen von Oz (Wicked, Broadway)
- 2005–2008: The 25th Annual Putnam County Spelling Bee (Broadway)
- 2006: Three Days of Rain (Broadway)
- 2009–2011: Next to Normal (Broadway)
- 2014: If/Then (Broadway)

## Filmproduktionen
- 2020: The Boys in the Band
- 2024: Wicked

## Auszeichnungen (Auswahl)
- 1998: Tony Award – Nominierung in der Kategorie Beste Wiederaufnahme eines Musicals für The Diary of Anne Frank (mit Amy Nederlander-Case, Jon B. Platt, Jujamcyn Theaters, Hal Luftig, Harriet Newman Leve, James D. Stern)[4]
- 2003: Tony Award – Nominierung in der Kategorie Beste Wiederaufnahme eines Musicals für Man of La Mancha (mit Jon B. Platt, Susan Quint Gallin, Sandy Gallin, Seth M. Siegel, USA Ostar Theatricals, Mary Lu Roffe)[4]
- 2004: Tony Award – Nominierung in der Kategorie Bestes Musical für Wicked (mit Universal Pictures, The Araca Group, Marc Platt, Jon B. Platt)[4]
- 2005: Tony Award – Nominierung in der Kategorie Bestes Musical für The 25th Annual Putnam County Spelling Bee (mit James L. Nederlander, Barbara Whitman, Patrick Catullo, Barrington Stage Company, Second Stage Theatre)[4]
- 2009: Tony Award – Nominierung in der Kategorie Bestes Musical für Next to Normal (mit James L. Nederlander, Barbara Whitman, Patrick Catullo, Second Stage Theatre, Carole Rothman, Ellen Richard)[4]